# Тюремне зґвалтування
Тюремні зґвалтування — сексуальне насильство над людьми під час їх ув'язнення. Фраза зазвичай використовується для опису зґвалтування ув'язнених іншими ув'язненими або для опису зґвалтування ув'язнених персоналом. Це значна, хоча і суперечлива частина того, що вивчається в рамках ширшої концепції тюремної сексуальності.

## Сполучені Штати

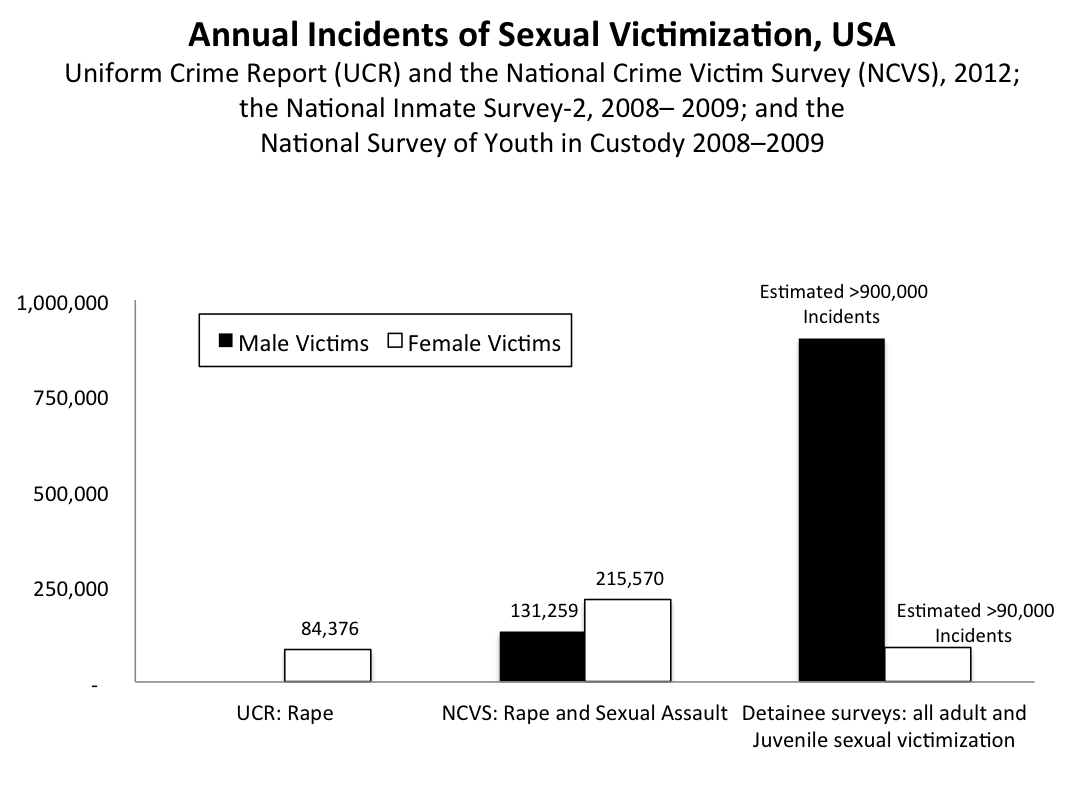
За оцінками різних урядових опитувань, протягом року дорослі та молоді ув'язнені чоловічої статі страждають від сексуальної віктимізації в кілька разів частіше, ніж ув'язнені жіночої статі. Засуджені чоловіки та жінки не включаються до більшості національних опитувань щодо сексуальної віктимізації.

У Сполучених Штатах переважна більшість справ про зґвалтування у в'язницях стосується чоловіків, яких зґвалтували інші чоловіки. Частково це пов'язано з тим, що в Сполучених Штатах переважна більшість ув'язнених — чоловіки. Статеві контакти персоналу пенітенціарної установи з ув'язненими є незаконними, незалежно від уявної згоди.
Поінформованість громадськості про поширене тюремне зґвалтування є відносно нещодавнім явищем, і оцінки його поширеності сильно відрізнялися протягом останніх кількох десятиліть. У 1974 році Карл Вайс і Девід Джеймс Фріар написали, що 46 мільйонів американців одного дня будуть ув'язнені; з цього числа вони вважали, що 10 мільйонів будуть зґвалтовані.
За звітом Міністерства юстиції США за 2013 рік, приблизно 5,0 % людей, які перебувають у в'язницях штатів і федеральних в'язницях, і 3,2 % тих, хто перебуває у в'язниці, повідомили про принаймні один випадок сексуальної віктимізації за попередні 12 місяців. Однак правозахисники заперечують точність цифр через недостатню кількість повідомлень про сексуальні насильства у в'язниці, особливо серед ув'язненої молоді.
З точки зору ризику окремих осіб протягом усього терміну ув'язнення, оцінки 1980-х і 1990-х років дуже різняться. За підрахунками Федерального бюро в'язниць за 1992 рік від 9 % до 20 % ув'язнених зазнали сексуального насильства. Подібним чином дослідження 1982 і 1996 років показали, що цей показник був десь між 12 % і 14 %. За дослідженням 1986 року, у в'язницях суворого режиму штату Нью-Йорк ця частка становить приблизно 23 %. Навпаки, опитування 101 ув'язненого, проведене Крістін Саум у 1994 році, показало, що п'ятеро зазнали сексуального насильства.
Закон про викорінення зґвалтувань у в'язницях 2003 року був першим федеральним законом Сполучених Штатів, ухваленим спеціально щодо сексуального насильства над ув'язненими. Законопроект було підписано 4 вересня 2003 р.

## Середній Схід
Зґвалтування регулярно застосовуються у в'язницях на Середньому Сході. Сексуальне насильство над ув'язненими жінками, дітьми та чоловіками поширене у в'язницях ОАЕ, Саудівської Аравії та Бахрейну.

### Іран
В Ірані поширене сексуальне насильство щодо політичних в'язнів. Влада нібито ігнорує або навіть сприяє цьому.
У звітах, надісланих до ООН, стверджується, що зґвалтування використовувалися слідчими в Ірані протягом десятиліть. У 1980-х роках, після Іранської ісламської революції, зґвалтування жінок-політичних в'язнів було настільки поширеним, що це спонукало Хусейна-Алі Монтазері, тодішнього заступника Верховного лідера аятолли Хомейні, в листі від 7 жовтня 1986 року написати Хомейні таке: «Чи знаєте ви, що в деяких в'язницях Ісламської Республіки ґвалтують молодих жінок?» Двоє відомих членів іранської правозахисної спільноти, феміністська юристка і журналістка Шаді Садр та блогерка і активістка Моджтаба Самінеджад опублікували в Інтернеті есе з Ірану, в яких йдеться про те, що зґвалтування у в'язницях в Ісламській Республіці мають довгу історію.
Під час президентських виборів в Ірані в 2009 році протестували опозиційні групи повідомляється, що тисячі людей були заарештовані та піддані тортурам у в'язницях по всій країні, причому колишні ув'язнені стверджували про масові зґвалтування чоловіків, жінок і дітей Вартовими Ісламської революції у таких в'язницях, як Кахрізак і Евін.
Після президентських виборів 2009 року кандидат у президенти Ірану Мехді Каррубі заявив, що кілька протестувальників, які утримувалися за ґратами у в'язниці Евін, були жорстоко зґвалтовані, за конфіденційним листом до колишнього президента та священнослужителя Алі Акбар Хашемі Рафсанджані. Каррубі сказав, що це «фрагмент» доказів, які він має, і що якщо спростування не припиняться, він оприлюднить ще більше.
9 серпня 2009 року в листі до голови Ради з визначення доцільності Ірану Мехді Каррубі вимагав розслідувати іранські в'язниці на предмет можливих тортур і, зокрема, сексуальних домагань до чоловіків і жінок. 19 серпня він написав спікеру парламенту Алі Ларіджані з проханням зустрітися з ним, президентом Махмудом Ахмадінежадом, головою судової влади аятоллою Садеком Ларіджані, колишнім президентом Акбаром Хашемі Рафсанджані та державним прокурором, щоб «особисто представити свої документи та докази щодо випадків сексуального насильства в деяких в'язницях, особливо в Кахрізаку». Алі Ларіджані та Садек Ларіджані (Судовий комітет) офіційно відхилили його претензії, а представники Алі Хаменеї та віце-голова Комісії з національної безпеки парламенту вимагали арешту Каррубі.

## Китай
У лютому 2021 року BBC News повідомила про свідчення очевидців систематичного ґвалтування уйгурських жінок у таборах інтернованих в Сіньцзяні.
Кілька жінок, які раніше перебували в таборах інтернованих Сіньцзяну, публічно висунули звинувачення в систематичному сексуальному насильстві, включаючи зґвалтування. Сайрагуль Саутбай, вчителька, яка була змушена працювати в таборах, розповіла BBC, що працівники табору, в якому її утримували, масово ґвалтували, заявивши, що охоронці табору «вибирали дівчат і молодих жінок, яких вони хотіли, і забирали їх». Вона також розповіла BBC про організоване групове зґвалтування, в якому жінку віком близько 21 року змусили зробити зізнання перед натовпом зі 100 інших жінок, утримуваних у таборах, а потім зґвалтували кілька поліцейських на очах у зібраного натовпу. Турсунай Зявудун, жінка, яку утримували в таборах протягом дев'яти місяців, розповіла ВВС, що жінок виводили з камер «щоночі» для зґвалтування китайськими чоловіками, і що під час ув'язнення вона зазнала трьох окремих випадків групового зґвалтування. Кельбінур Седік, узбечка з Сіньцзяну, заявила, що китайська поліція сексуально знущалася над затриманими під час катувань електричним струмом, зазначивши, що «було чотири види електричного струму… стілець, рукавичка, шолом і анальне зґвалтування палицею».

## Туреччина
Human Rights Watch і Amnesty International оприлюднили звіти про масові зґвалтування та жорстоке поводження з ув'язненими в Туреччині протягом багатьох десятиліть. Курдські ув'язнені також стають мішенню для зґвалтувань та інших форм сексуального насильства.

## Велика Британія
З 2000 року в тюрмах Англії та Вельсу було скоєно майже 1000 зґвалтувань.

## Подальше читання
- Gender Violence in Prison & Hyper-Masculinities in the 'Hood: Cycles of Destructive Masculinity. Journal of Law & Policy. Texas Southern University. 37: 89. 2011. SSRN 1966200.
- Goodmark, Leigh and Flores, Juanita and Goldscheid, Julie and Ritchie, Andrea and SpearIt, Plenary 2 — Redefining Gender Violence—Transcripts from Converge! Reimagining the Movement to End Gender Violence (9 July 2015). University of Miami Race & Social Justice Law Review, Vol. 5, p. 289, 2015. Available at SSRN: http://ssrn.com/abstract=2628984